# La força de la por
La força de la por (títol original en anglès, The Tingler) és una pel·lícula de terror estatunidenca del 1959 produïda i dirigida per William Castle. És la tercera de cinc col·laboracions entre Castle i l'escriptor Robb White, i protagonitzada per Vincent Price. Ha estat doblada al català.
La pel·lícula explica la història d'un científic que descobreix un paràsit en l'ésser humà, anomenat "tingler", que s'alimenta de la por. La criatura s'ha guanyat el seu nom fent que la columna vertebral del seu amfitrió "s'estremeix" quan l'hoste s'espanta. En línia amb altres pel·lícules de terror de Castle, incloses Macabre (1958) i House on Haunted Hill (1959), Castle va utilitzar trucs per vendre el pel·lícula. The Tingler segueix sent més coneguda per un truc anomenat "Percepto!", un dispositiu vibratori, en algunes de les cadires del teatre, que l'acció en pantalla va activar.
Estrenat als Estats Units el 19 de juliol de 1959, The Tingler va rebre crítiques diverses, però des de llavors ha passat per una reavaluació crítica i ara es considera una pel·lícula de culte.

## Argument
Un patòleg, el doctor Warren Chapin, descobreix que el formigueig de la columna vertebral en estats de por extrema es deu al creixement d'una criatura que sembla tenir tot ésser humà, anomenada "tingler", un paràsit que s'adhereix a la columna vertebral humana. S'arrossega, s'alimenta i es fa més fort quan el seu hoste té por, aixafant eficaçment la columna vertebral de la persona si s'enrosca el temps suficient. L'amfitrió pot debilitar la criatura i aturar el seu arrossament cridant.

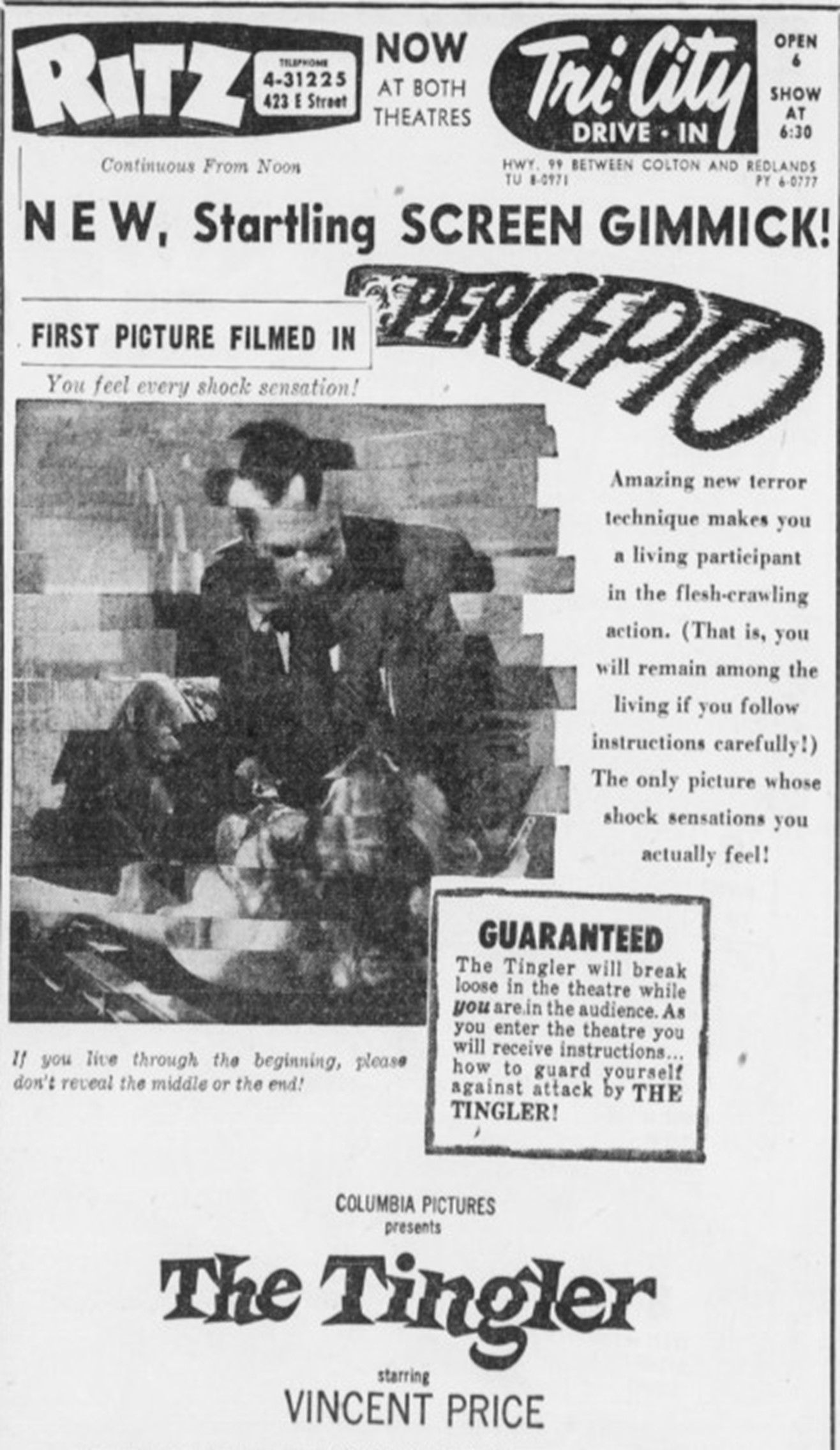
Anunci del 1959

El propietari d'una sala de cinema Oliver Higgins, que projecta exclusivament pel·lícules mudes, és un conegut del doctor Chapin. La dona d'Higgins, Martha, és sorda i muda i, per tant, no pot cridar. Mor de por després que a la seva habitació apareguin esdeveniments estranys i aparentment sobrenaturals. Durant l'autòpsia, Chapin li treu un formigueig de la columna vertebral.
Després de contenir el formigueig i tornar a casa d'Higgins, es revela que Higgins és l'assassí; va espantar la seva dona fins a morir, sabent que no podia cridar perquè era muda. La criatura semblant al centpeus finalment s'allibera del contenidor que la sostenia i s'allibera al teatre d'Higgins. El formigueig s'enganxa a la cama d'una dona, i ella crida fins que allibera la seva agafada. Chapin controla la situació apagant els llums i dient a tothom al teatre que cridi. Quan el formigueig ha sortit de la sala de projecció, reprenen la pel·lícula i van a la sala de projecció, on troben el formigueig i el capturen.
Endevinant que l'única manera de neutralitzar el formigueig és reinserir-lo dins del cos de la Martha, Chapin ho fa. Després de marxar, Higgins, que ha admès la seva culpa a Chapin, està sol a l'habitació. Com si fos per forces sobrenaturals, la porta i la finestra es tanquen de cop, fent ressò del que va passar just abans que Martha morís espantada. El formigueig fa que el cos de Martha s'aixequi del llit, mirant el seu marit. Higgins està tan aterrit que és incapaç de cridar. La pantalla s'esvaeix i la veu del doctor Chapin diu: "Senyores i senyors, només una paraula d'advertència. Si algú de vosaltres no està convençut que té un pessigolleig propi, la propera vegada que tingueu por a la foscor... no crideu".

### Pròleg de la pel·lícula
D'una manera similar a la de UniversalFrankenstein (1931), Castle va obrir la pel·lícula amb un avís a la pantalla per al públic:
| « | Sóc William Castle, el director de la pel·lícula que esteu a punt de veure. Em sento obligat a advertir-vos que algunes de les sensacions —algunes de les reaccions físiques que sentiran els actors de la pantalla— també seran experimentades, per primera vegada a la història del cinema, per certs membres d'aquest públic. Dic "alguns membres" perquè algunes persones són més sensibles a aquests misteriosos impulsos electrònics que altres. Aquests desafortunats, són persones sensibles que de vegades sentiran una estranya sensació de formigueig; altres persones ho sentiran amb menys força. Però no us alarmeu: podeu protegir-vos. En qualsevol moment que tingueu consciència d'una sensació de formigueig, podeu obtenir un alleujament immediat cridant. No us avergonyiu d'obrir la boca i deixar que es trenqui amb tot el que teniu, perquè la persona que està al seient del teu costat probablement també cridarà. I recordeu-ho: un crit en el moment adequat pot salvar-vos la vida. | » |

## Repartiment
- Vincent Price com el Dr. Warren Chapin
- Judith Evelyn com la senyora Martha Ryerson Higgins
- Darryl Hickman com a Dave Morris
- Patricia Cutts com a Isabel Stevens Chapin
- Pamela Lincoln com a Lucy Stevens
- Philip Coolidge com a Oliver 'Ollie' Higgins

## Producció
Després de l'èxit financer de House on Haunted Hill, Castle va traslladar la seva unitat de producció independent d'Allied Artists a Columbia per produir The Tingler. Price va tornar a ser a bord, Hickman interpretava el seu assistent i la nouvinguda Lincoln interpretava la seva cunyada. Cutts va interpretar a Isabel, la infidel dona de Price. The Tingler va ser la segona i última pel·lícula de Price amb Castle i la cinquena actuació que finalment el qualificaria com "The Master of Menace".
Castle va convèncer Hickman, que era el promès de la vida real de Lincoln, per unir-se al repartiment com el seu promès a la pel·lícula. Al principi, Hickman va declinar, però va acceptar després que Castle el va convèncer que ajudaria a la carrera de Lincoln. Segons Hickman, Castle va fer un bon treball per convèncer-lo que ajudaria a Lincoln que treballava sense sou. Hickman, que feia 5'10", va ser obligat a portar alces per a les escenes amb ela 6'4" swVincent Price per compensar la disparitat de les seves altures.
Evelyn va ser contractada a petició de Price, que havia treballat amb ella a Broadway. També va rebre atenció en un altre "paper no parlant" destacat com la suïcida "Miss Lonelyhearts" a La finestra indiscreta (1954) de Hitchcock. Dal McKennon, el projeccionista (no acreditat a la pel·lícula), va tenir una carrera exitosa com a veu de molts personatges de pantalla i televisió, inclòs "Buzz Buzzard" als dibuixos animats de Woody Woodpecker i "Gumby" a la sèrie d'animació de televisió. Jack Dusick, maquillador de The Tingler, va ser el pare de la cantant i actriu Michele Lee.
White, l'autor de la història, es va inspirar en part per la seva trobada amb un centpeus mentre vivia a les Illes Verges Britàniques.
White havia experimentat amb LSD a la UCLA després de sentir-ne-ne parlar d'Aldous Huxley i va decidir incorporar-lo al guió. És la primera representació de l'ús de LSD en una gran pel·lícula. Aleshores, la droga era legal. El títol del llibre que el personatge de Vincent Price llegeix abans de prendre LSD —Efectes de por induïts per la injecció d'àcid lisèrgic LSD25— està imprès al dors del llibre, no a la part davantera. Això es va fer per obtenir una millor imatge del títol expositiu del llibre, explicant els efectes de l'LSD a l'audiència.
Les preses d'ubicació es van filmar al Columbia Ranch a Burbank (Califòrnia).
La pel·lícula que es projectava al teatre quan el formigueig s'escapa va ser la pel·lícula muda de 1921 Tol'able David.

## Anàlisi
Una subtrama de la pel·lícula inclou els destins d'una sala de cinema especialitzada en pel·lícules mudess i els seus propietaris. Segons Kevin Heffernan, això reflecteix les condicions de la indústria del cinema a finals dels anys cinquanta. Hi havia molts cinemes de quatre rals intentant establir la seva pròpia quota de mercat mostrant pel·lícules més antigues. Per als propietaris d'aquests petits teatres, era una feina ingrata i mal pagada, tal com descriuen les revistes comercials d'aquesta època. Quan Ollie descriu extensament la càrrega de treball que comporta la neteja de l'edifici, es fa ressò de les queixes de la vida real. Això proporciona el motiu del seu assassinat, ja que intenta escapar d'una vida sense esperança.
Una altra subtrama inclou vides matrimonials disfuncionals. El més destacat és el de Warren a Isabelle, que li és clarament infidel. Es queda fora fins a primera hora del matí i se la veu donant un petó de comiat al seu amant. En una altra escena, Warren entra per la porta principal de casa seva i sent la porta del darrere tancar. Aleshores descobreix dues copes de vi usades i un clip de corbata oblidat. En una discussió entre ells, ella no nega la seva infidelitat, sinó que contesta acusant el seu marit d'haver-la descuidat. Mentre passava tantes hores al seu laboratori, ha perdut el contacte amb persones vives, i no li ha deixat més remei que buscar l'afecte humà en un altre lloc. El matrimoni d'Ollie i Martha també és infeliç. Afirma que la Martha l'hauria matat si pogués.
Martha és representada com una dona amb tot un ventall de trets obsessius i fòbics. Tim Lucas l'ha descrit com un personatge de cinema mut en una pel·lícula sonora. La idea d'una dona aterrada i muda no era del tot original. Segons Heffernan, probablement es va inspirar en L'escala de cargol (1946).
L'escena amb el viatge amb LSD ofereix una mostra de "actuació estilitzada i exagerada". Els ulls de Warren es mouen d'un costat a l'altre, mirant sospitosament el seu entorn, mentre descriuen sentiments de malestar i aprensió. S'afluixa la corbata, quan es creu que no pot respirar. Obre una finestra mentre insisteix que està clavada. Veu un esquelet penjant com una figura en moviment, i descriu que les parets de l'habitació s'acosten a ell. Finalment, lluita visiblement amb les ganes de cridar i sucumbeix a això.

## Trucs
William Castle era conegut pels seus trucs cinematogràfics, i The Tingler va incloure un dels seus millors: "Percepto!". Anteriorment, havia ofert una pòlissa d'assegurança de vida de 1.000 dòlars contra "Death by Fright" per Macabre (1958) i va enviar un esquelet volant per sobre dels caps del públic a l'auditori a House on Haunted Hill (1959). Els trucs de The Tingler van augmentar el cost de la pel·lícula de 400.000 dòlars a 1 milió de dòlars.

### Percepto: "Crideu per les vostres vides!"
"Percepto!" era un truc en el qual Castle col·locava "brunzidors" elèctrics a la part inferior d'alguns seients als cinemes on The Tingler es projectava per proporcionar sensacions de "formigueig" durant determinades escenes. Els brunzidors eren un petit excedent motors de desglaç de l'ala d'avió de la Segona Guerra Mundial. El cost d'aquest equip va afegir 250.000 dòlars al pressupost de la pel·lícula. S'utilitzava principalment en sales més grans. El pròleg afirmava que algunes persones podrien no ser susceptibles al "formigueig" per tenir en compte que no tots els seients estaven cablejats.
Durant el clímax de la pel·lícula, The Tingler es va desfermar a la sala de cinema, mentre el públic veia una escena de baralla clímax a Tol'able David (1921). La pel·lícula s'atura i, en algunes sales de la vida real, es van encendre els llums de la sala, una dona cridava i simulava desmaiar-se i després la portaven en una llitera; tot part de l'espectacle organitzat per Castle. Des de la pantalla, la veu de Price esmentava la dama desmaiada i demanava a la resta del públic que es mantingués assegut. La pel·lícula-dins-una-pel·lícula es va reprendre i es va tornar a interrompre. La pel·lícula projectada semblava trencar-se mentre la silueta del formigueig es movia pel feix de projecció. La imatge de la pel·lícula es va enfosquir, es van apagar totes les llums de l'auditori (excepte els senyals de sortida d'incendis) i la veu de Price advertia al públic: "Senyores i senyors, si us plau, no s'espantin. Però crideu! Crideu per les vostres vides. El formigueig està solt en "aquest" teatre!" Això va indicar al projeccionista del teatre que activés els brunzidors Percepto!, donant a alguns membres del públic una sacsejada inesperada, seguida d'una alta reacció física visible. Des de la pantalla es van sentir les veus dels mecenes espantats, substituïdes per la veu de Price, que va explicar que el formigueig estava paralitzat i el perill s'havia acabat. En aquest punt, la pel·lícula va reprendre el seu format normal, que es va utilitzar per al seu epíleg.
Es va enregistrar un avís alternatiu per als sala d'entrada; aquest avís advertia al públic que el formigueig estava solt a l'entrada. La veu de Castle va ser substituïda per la de Price en aquesta versió.
L’autobiografia de Castle, Step Right Up!: I'm Gonna Scare the Pants off America, afirmava erròniament que "Percepto!" va lliurar descàrregues elèctriques als seients del teatre.
Al llibre de 1980 The Golden Turkey Awards de Harry i Michael Medved, Percepto va guanyar el premi per "L'avenç tècnic més inútil i no desitjat" de la història de Hollywood".
Dues pel·lícules de Joe Dante contenen escenes que fan referència al truc "Percepto!": Gremlins 2: la nova generació (1990) i Matinée (1993).

### Desmais de clients i assistència mèdica
Per millorar encara més el clímax, Castle va contractar falsos "cridaners i desmaiadors" plantats entre el públic. Hi havia falses infermeres ubicades al vestíbul i una ambulància fora del teatre. Els "desmais" es portarien a terme en una camilla i es portarien a l'ambulància, per tornar a la següent projecció.

### Escena "Banyera sagnant"
Tot i que The Tingler es va filmar en blanc i negre, es va unir una seqüència curta en color a la pel·lícula. Mostrava una pica (en blanc i negre) amb "sang" de color vermell brillant que fluïa de les aixetes i una Evelyn en blanc i negre mirant com una mà vermella i sagnant pujava d'una banyera, també plena de la "sang" de color vermell brillant. Castle va utilitzar pel·lícula en color per a l'efecte. L'escena es va aconseguir pintant el conjunt de blanc, negre i gris i aplicant maquillatge gris a l'actriu per simular monocrom.

## Llançament
Le projeccions de prova van començar a Detroit el 5 d'agost de 1959, amb més proves a Boston, Baltimore i San Francisco.

## Recepció
Les crítiques contemporànies de The Tingler es van barrejar. Poc després de l'estrena de la pel·lícula, Howard Thompson de The New York Times va dir: "William Castle ha estat publicant algunes de les pitjors i avorrides entrades de terror que mai hi ha hagut a les sales de cinema".
En la seva valoració de la pel·lícula l'agost de 1959, "Ron" de Variety no va estar d'acord amb Thompson, anomenant-la "molt entretinguda" i caracteritzant "Percepto" com "eficaç, no tant pel "formigueig" sinó perquè es mou "amenaçadorament" cada cop més a prop en onades i, juntament amb un soroll de soroll i batecs i crits de la banda sonora, posa l'espectador enmig de l'horror."
En les dècades posteriors al seu llançament inicial, la pel·lícula ha estat elogiada per alguns altres crítics per les seves excel·lents qualitats camp. El 1999, Harvey O'Brien de Harvey's Movie Review va elogiar la producció malgrat "tots els seus defectes", i va afegir que "The Tingler és molt visible i s'ha creat amb prou astucia com per sigui agradable en els seus propis termes". A més, mentre que Time Out London en la seva revisió de 2005 considerava el guió com "enginyosament ridícul", Lyz Kingsley de And You Call Yourself a Scientist! va assenyalar l'any 2006 que "cap pel·lícula feta abans o després d'ella s'assembla del tot per la seva barreja d'imaginatiu, esgarrifós, divertit, i francament estrany". Classic-Horror.com aquell mateix any també va felicitar la història de terror, remarcant que "l'actuació està bé, la direcció és una de les millors de Castle i el guió és semibrillant pel temps".
Més tard, escrivint en nom de Slant Magazine el 2009, Chuck Bowen va dir: "A part de la burla, Tingler segueix sent una de les pel·lícules de Castle més segures: un bon ritme, de vegades intencionat, divertida paròdia de la domesticació dels anys 50, amb totes les parelles de la història intentant desenganxar-se mútuament per una varietat de motius divertits enrevessats. Penseu en Cremeu-ho després de llegir-ho amb valors de producció de botiga de tot a cent i una medul·la espinal de plàstic al seu centre."
L'escriptor de cinema de culte David Harkin també va trobar diversos aspectes positius sobre la producció en la seva valoració del 2021, assenyalant que "El mestre darrere d'aquest caos és el director William Castle, una mena d'estil Alfred Hitchcock a 'Poverty Row'. No obstant això, The Tingler ofereix alguns moments de xoc i té el valor afegit d'algunes actuacions destacades de Vincent Price, Patricia Cutts, Judith Evelyn i Philip Coolidge."
Dread Central va anomenar la pel·lícula la "magnum opus" de Castle, mentre que Nerdist va destacar l’actuació de Price, dient: "Vincent Price normalment és fantàstic i sempre es compromet plenament amb el procediment, fins i tot si és totalment absurd."

## Mitjans domèstics
Sony Pictures Home Entertainment va llançar la pel·lícula en DVD pel seu 40è aniversari l'any 1999. Més tard, la pel·lícula es va incloure al conjunt de DVD William Castle Film Collection, llançat el 20 d'octubre de 2009.
Scream Factory (sota llicència de Sony) va llançar una edició Blu-ray de la pel·lícula l'agost de 2018.
Es va mostrar al programa de MeTV Svengoolie el 15 d'octubre de 2022.